# Antena 1 Rosário do Sul
Antena 1 Rosário do Sul é uma emissora de rádio brasileira sediada em Rosário do Sul, localizada no estado do Rio Grande do Sul. Opera na frequência FM 103,3 MHz e é afiliada à Antena 1. Foi inaugurada no dia 15 de março de 2007 como afiliada da Transamérica Light e entre 2007 e 2010 era sintonizada na frequência 97,9 MHz. Pertence à Rede Fronteira de Comunicação, grupo que controla diversas emissoras de rádio no Rio Grande do Sul e em Santa Catarina.

## História
A emissora foi fundada no dia 15 de março de 2007, como afiliada da Transamérica Light, na época a emissora era sintonizada na frequência 97,9 MHz. Em meados de 2010, a emissora encerrou a afiliação com a vertente Light, e passou a se afiliar a vertente Hits, e passou a ser transmitida na atual frequência 103,3 MHz.
No dia 18 de dezembro de 2019 com a unificação da Rede Transamérica, a emissora juntamente as afiliadas de São Pedro do Sul e Lages, encerraram a afiliação com a Transamérica Hits e adotaram o formato jovem/adulto da rede.
Em 1.° de janeiro de 2021, a rádio encerrou sua parceria com a Transamérica que durou 13 anos, com isso passou adotar o formato adulto/rock.
Em 16 de junho de 2021, a Rede Fronteira de Comunicação, proprietária da emissora, anunciou que a emissora passaria a transmitir a Rede Antena 1. A expectativa se iniciou no mesmo dia do anúncio, a estreia aconteceu no dia 23.